# Rick Berman
Richard Keith Berman (nascut el 25 de desembre de 1945) és un productor de televisió i guionista estatunidenc. És conegut sobretot pel seu treball com a productor executiu de diverses de les sèries de televisió Star Trek: Star Trek: La nova generació, Star Trek: Deep Space Nine, Star Trek: Voyager i Star Trek: Enterprise, així com de diverses de les pel·lícules de Star Trek, i per haver succeït finalment a Gene Roddenberry com a cap de la franquícia Star Trek fins a la cancel·lació de Star Trek: Enterprise el 2005.

## Primers anys de vida i obra
Berman va néixer en una família jueva i es va criar a la ciutat de Nova York. Va estudiar a la Universitat de Wisconsin-Madison, on es va llicenciar en Filologia Anglesa i Producció Cinematogràfica el 1967. Primer va considerar la interpretació com a carrera, però va decidir no seguir-la a causa de l'alta dificultat per aconseguir èxit. Va començar una carrera com a productor, director i escriptor de cinema independent, i va fer documentals i pel·lícules industrials. Entre els seus clients hi havia les Nacions Unides i l'Agència d'Informació dels Estats Units. El 1977, havia viatjat a més de 90 països fent pel·lícules per a aquestes organitzacions.
De 1977 a 1982, va ser el productor sènior de PBS' The Big Blue Marble, que va guanyar un Premi Emmy a la millor sèrie infantil. Entre 1982 i 1984, va ser productor independent, treballant en projectes que incloïen What on Earth de HBO i The Primal Mind de PBS.
Berman es va incorporar a Paramount el 1984 com a director de programació actual, supervisant sèries com Cheers i Family Ties. També va ser director executiu de programació dramàtica, supervisant sèries com la minisèrie Space i la sèrie American Broadcasting Company (ABC) MacGyver. Va ser ascendit el 1986 a vicepresident de projectes de format llarg i especials a Paramount Network Television.

## Star Trek
El 1987, Gene Roddenberry va seleccionar Berman i Maurice Hurley per ajudar a crear Star Trek: La nova generació.Inicialment, Berman va compartir les tasques de supervisió de productor amb Robert H. Justman. Després que Justman canviés a tasques de productor consultor, Berman va ser ascendit a coproductor executiu. A mesura que la salut de Roddenberry empitjorava, Berman es va fer càrrec de més part de la producció diària de la sèrie. Va ser ascendit a productor executiu a la tercera temporada de la sèrie, després de la marxa de Hurley. Berman va escriure els episodis de TNG "Germans" i "Una qüestió de temps". En el seu últim any, La nova generació es va convertir en el primer programa de televisió redifós a ser nominat a l'Emmy a la Millor Sèrie Dramàtica.
Durant la penúltima temporada de La nova generació, Berman va cocrear Star Trek: Deep Space Nine amb Michael Piller, marcant la primera vegada que dues sèries de Star Trek es van emetre simultàniament. Després que La nova generació completés la seva temporada, Berman va cocrear Star Trek: Voyager amb Piller i Jeri Taylor. El 2001, va cocrear Enterprise (retitulada Star Trek: Enterprise el 2003) amb Brannon Braga. Durant aquest mateix període, Berman també va ser productor principal dels quatre llargmetratges La nova generació: Generations (1994), First Contact (1996), Insurrection (1998) i Nemesis (2002). Berman va rebre crèdits tant de productor com d'argumentari a les quatre pel·lícules. Des de principis dels anys 2000, diversos escriptors de material de "Star Trek", com ara David Gerrold i Andy Mangels, han criticat la participació de Berman en l'eliminació i minimització dels temes LGBT de múltiples sèries de Star Trek, incloent-hi La nova generació i Deep Space Nine. Berman ha respost dient que assumia tota la responsabilitat per la manca d'aquests personatges i que havia estat treballant amb altres productors per incloure personatges gais, dient a Kate Mulgrew que aquest personatge s'inclouria "al seu degut moment", tot i que no s'inclourien aquests personatges durant el seu temps com a productor.
En la seva ressenya de Nemesis, Oliver Glen d'IGN va argumentar que Berman i el coproductor Braga semblaven ser els responsables que gran part de Star Trek ja no fos "atrevida". L'escriptor de Star Trek David Weddle creia que l'"estètica moribunda" de Berman eren les "constriccions que van estrangular lentament la franquícia". Berman va rebre crítiques específicament pel seu enfocament de la partitura musical dramàtica; el compositor Ron Jones va afirmar que Berman "sempre va considerar la música una intrusió". Tanmateix, l'exestrella de "La nova generació" Brent Spiner atribueix a Berman el mèrit d'haver "protegit la visió de Gene Roddenberry." Robert Wilonsky de Salon va afirmar que Berman mereix el mèrit de produir centenars d'hores de programació popular, i que "sense Berman per mantenir viva la sèrie, no hi hauria cap Berman a qui culpar de la seva mort."
El 2005, Berman va participar en el desenvolupament d'una onzena pel·lícula de "Star Trek" basada en un guió escrit per Erik Jendresen. Tanmateix, quan Gail Berman (sense parentiu) va assumir la presidència de Paramount Pictures, el guió de Jendresen va ser arxivat. En els mesos següents, Berman va començar a insinuar que la seva participació amb Star Trek estava arribant a la seva fi, afirmant al novembre que "quan revitalitzin la franquícia, anirà ser el resultat d'algú nou, algú que no ha estat gaire involucrat amb Star Trek. A mitjans del 2006, Berman va declarar que ja no estaria involucrat en la producció de Star Trek. es de la seva marxa, Berman ha indicat que encara participa en la producció televisiva, així com en projectes "no relacionats amb el negoci de la televisió". També va declarar el seu interès a escriure unes memòries sobre les seves experiències a Star Trek.